# کویینزتاون، نیوزیلند
کویینزتاون، نیوزیلند (به لاتین: Queenstown, New Zealand) یک شهر در نیوزیلند است که در منطقهٔ اوتاگو، در جنوب غربی جزیرهٔ جنوبی این کشور واقع شده‌است.

## خصوصیات
کویینزتاون ۲۵٫۵۵ کیلومترمربع مساحت دارد. جمعیت آن برابر ۱۵۸۰۰ نفر است (سرشماری ۲۰۲۲). این شهر در کنار دریاچهٔ واکاتیپو (Lake Wakatipu) ساخته شده‌است که زادهٔ فرایندهای یخچال‌های طبیعی است، و دارای دیدگاه‌هایی از کوه‌های نزدیک میباشد.
کوئینزتاون در ساحل دریاچهٔ واکاتیپو قرار دارد که سومین دریاچهٔ بزرگ نیوزیلند بر‌اساس مساحت است. این شهر در ارتفاع  ۳۱۰ متری بالاتر از سطح دریا واقع است که برای یک مرکز اسکی نسبتاً پایین است. کوئینزتاون در میان کوه‌های بلند جا دارد و دارای منظره‌ای زیبا برای گردشگری است.

## خواهرخوانده
شهرهای ماسودا، شیمانه، اسپن، کلرادو و باریلوچه خواهرخوانده‌های کویینزتاون، نیوزیلند هستند.

## نگارخانه

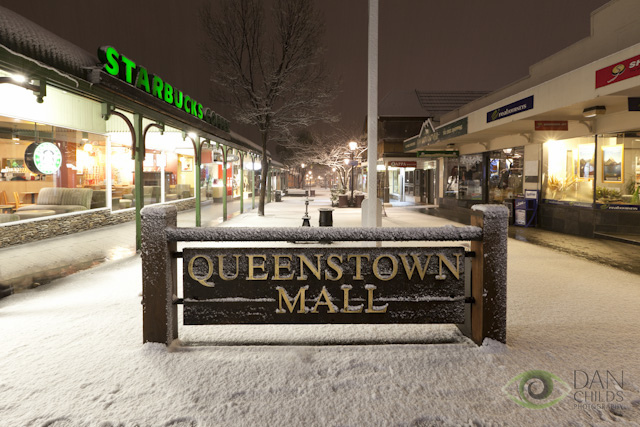
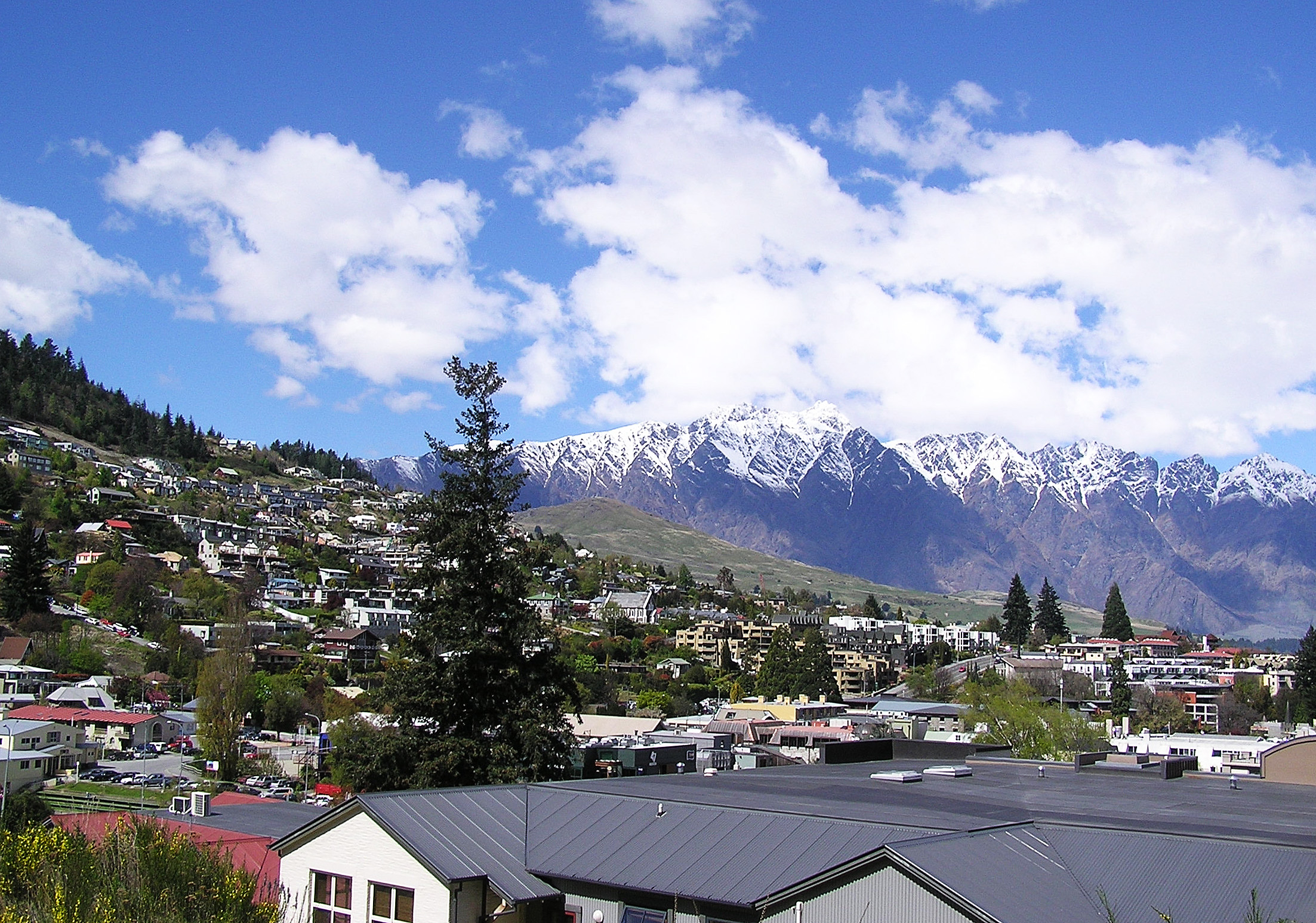
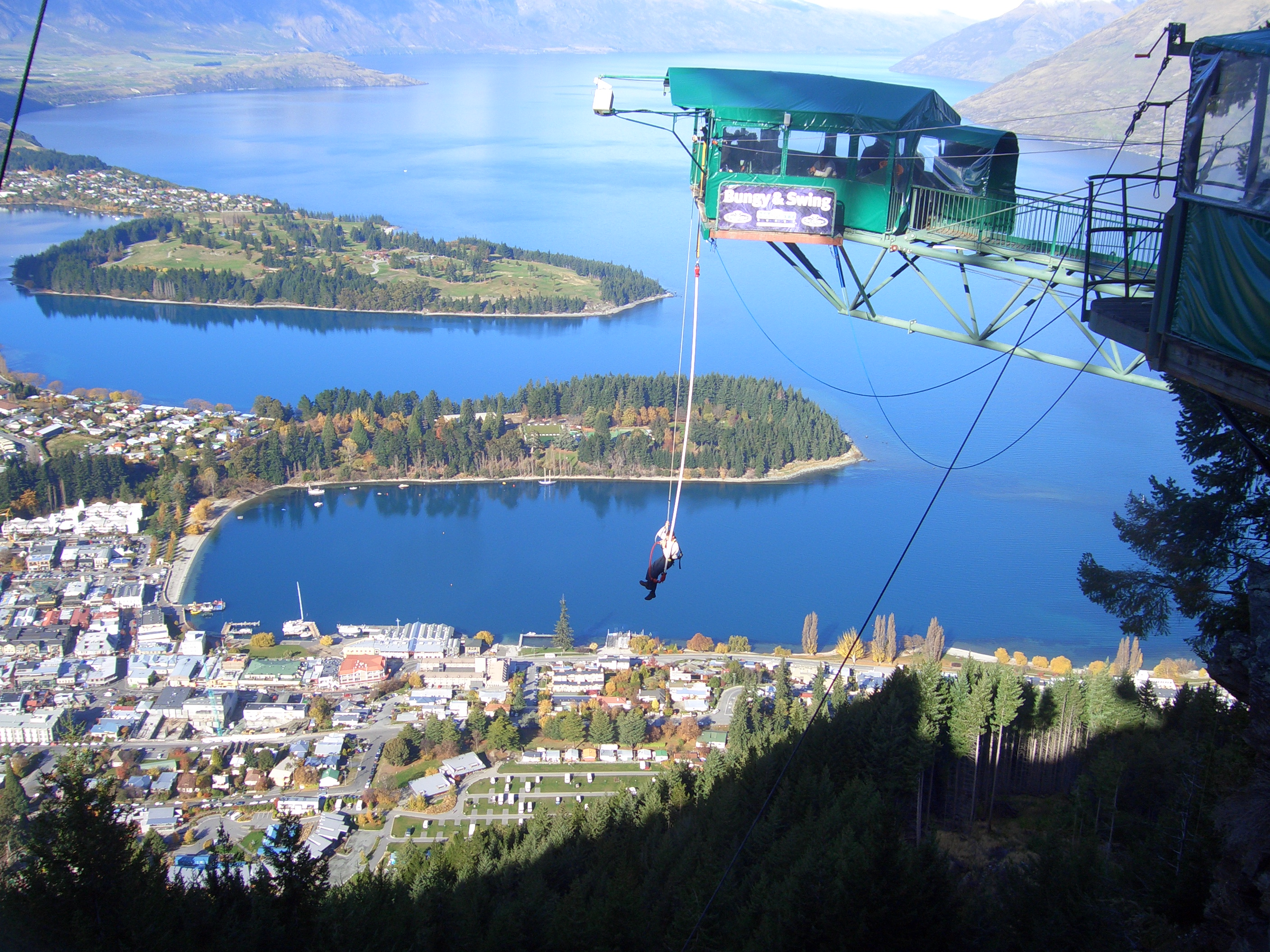
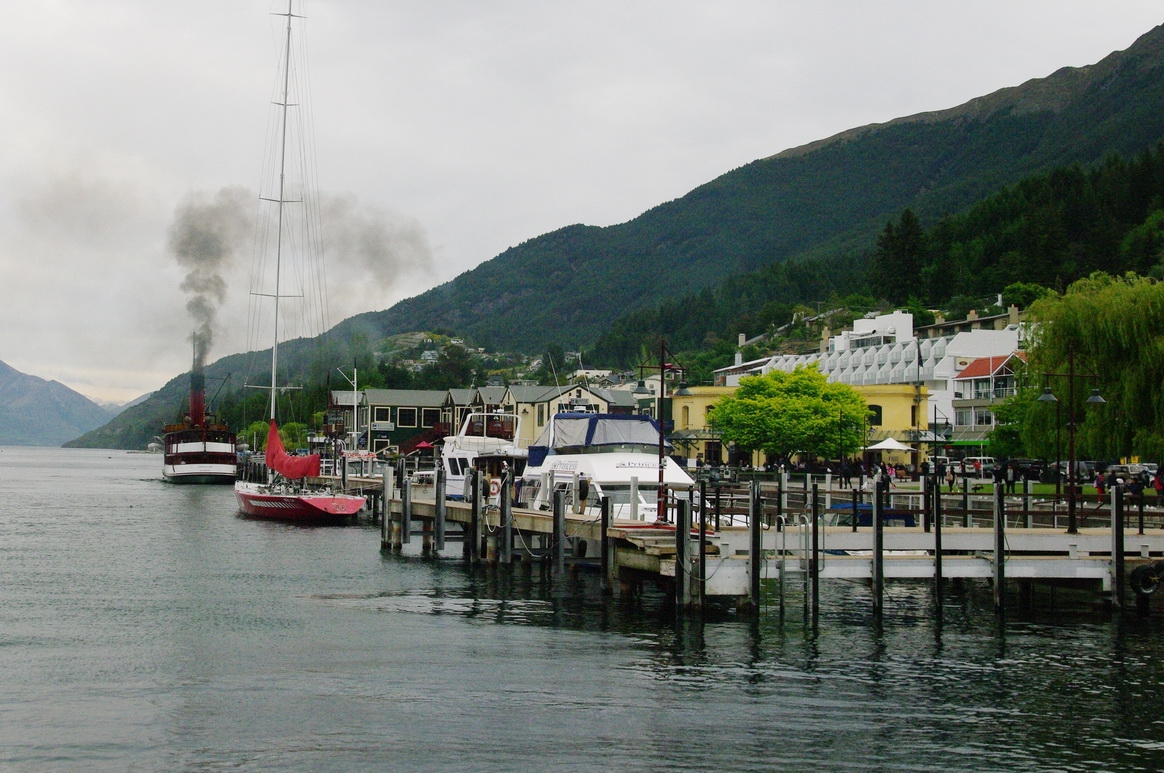
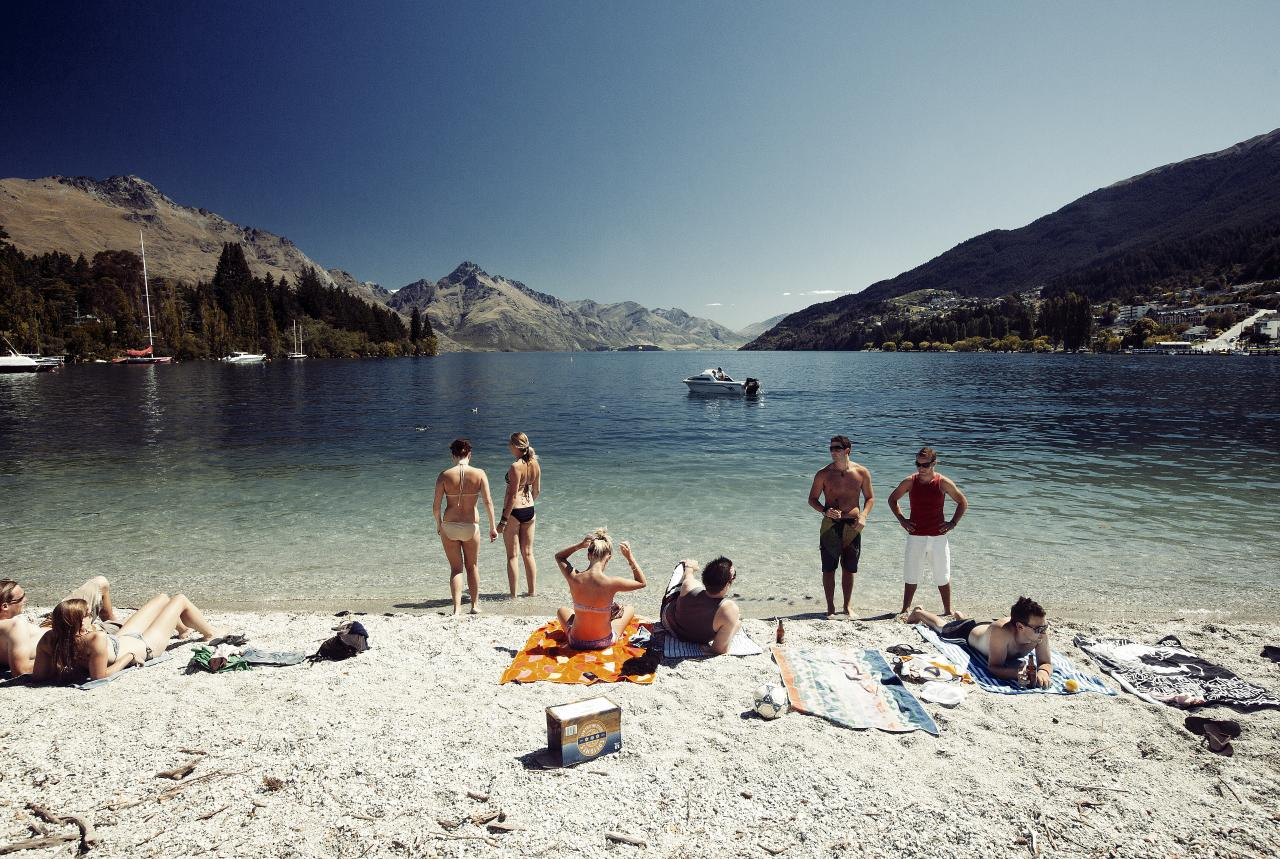